# Guangjiao Guisheng
Guangjiao Guisheng (chiń. 廣教歸省; pinyin Guăngjiào Guīshěng; kor. 광교귀성 Kwanggyo Kwisang; jap. Kōkyō Kisei; wiet. Quảng Giáo Qui Tỉnh) – chiński mistrz chan ze szkoły linji.

## Życiorys
Pochodził z Jizhou w prowincji Hebei. Po opuszczeniu domu przyjął ordynację mnisią w klasztorze Baoshou (klasztor Zachowujący Długowieczność) w Yizhou.
Po pewnym czasie wyruszył w podróż na południe Chin, gdzie w Ruzhou spotkał mistrza chan Shoushana Xingniana. Pod jego kierunkiem osiągnął oświecenie. Swoją karierę mistrza chan rozpoczął w Yexuan w Ruzhou w klasztorze Guangjiao.
Stał się ogólnie znanym mistrzem i otrzymał purpurową szatę od władz.
| Każdy z was posiada błysk [oświecenia]. Jeszcze jeden powód aby zmienić znaczenie „[Bodhidharmy] przychodzącego z zachodu” na „oddzielny przekaz poza naukami”. Gdy Droga [którą ktoś praktykuje] bezsłownie zgadza się z tym jednym zdaniem, będziecie mogli działać wolni w każdej sytuacji. |

## Linia przekazu Dharmy zen
Pierwsza liczba oznacza liczbę pokoleń od Pierwszego Patriarchy chan w Indiach Mahakaśjapy.
Druga liczba oznacza liczbę pokoleń od Pierwszego Patriarchy chan w Chinach Bodhidharmy.
- 39/12. Xinghua Cunjiang (Weifu) (830–925)

- 40/13. Nanyuan Huiyong (Baoying) (860–930)

- 41/14. Fengxue Yanzhao (896–973)

- 42/15. Guang Huizhen (bd)
- 42/15. Chang Xingman (bd)
- 42/15. Shoushan Xingnian (Shoushan Shengnian, Baoying) (926–993)

- 43/16. Guanhui Yuanlian (951–1036) (także Zhenhui Yuanlian)

- 44/17. Yang Yi (974–1020) wydał i opatrzył wstępem Chuandeng lu (1009)

- 43/16. Shexian Guixing (bd)

- 44/17. Fushan Fayuan (991–1067) (zobacz: szkoła caodong – przypisy)

- 43/16. Guangjiao Guisheng (bd)